# Lijst van spoorwegstations in Zeeland

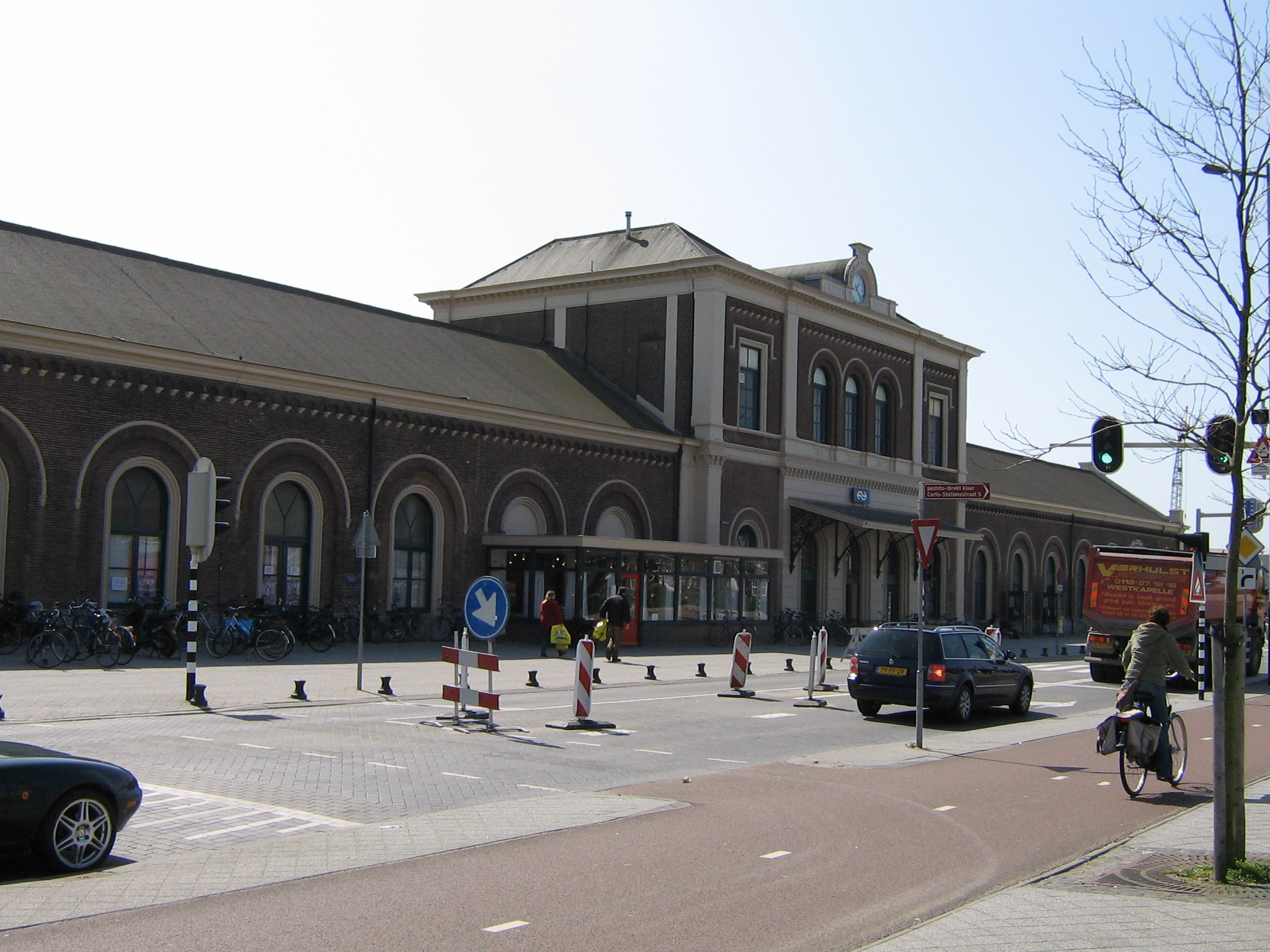
Station Middelburg

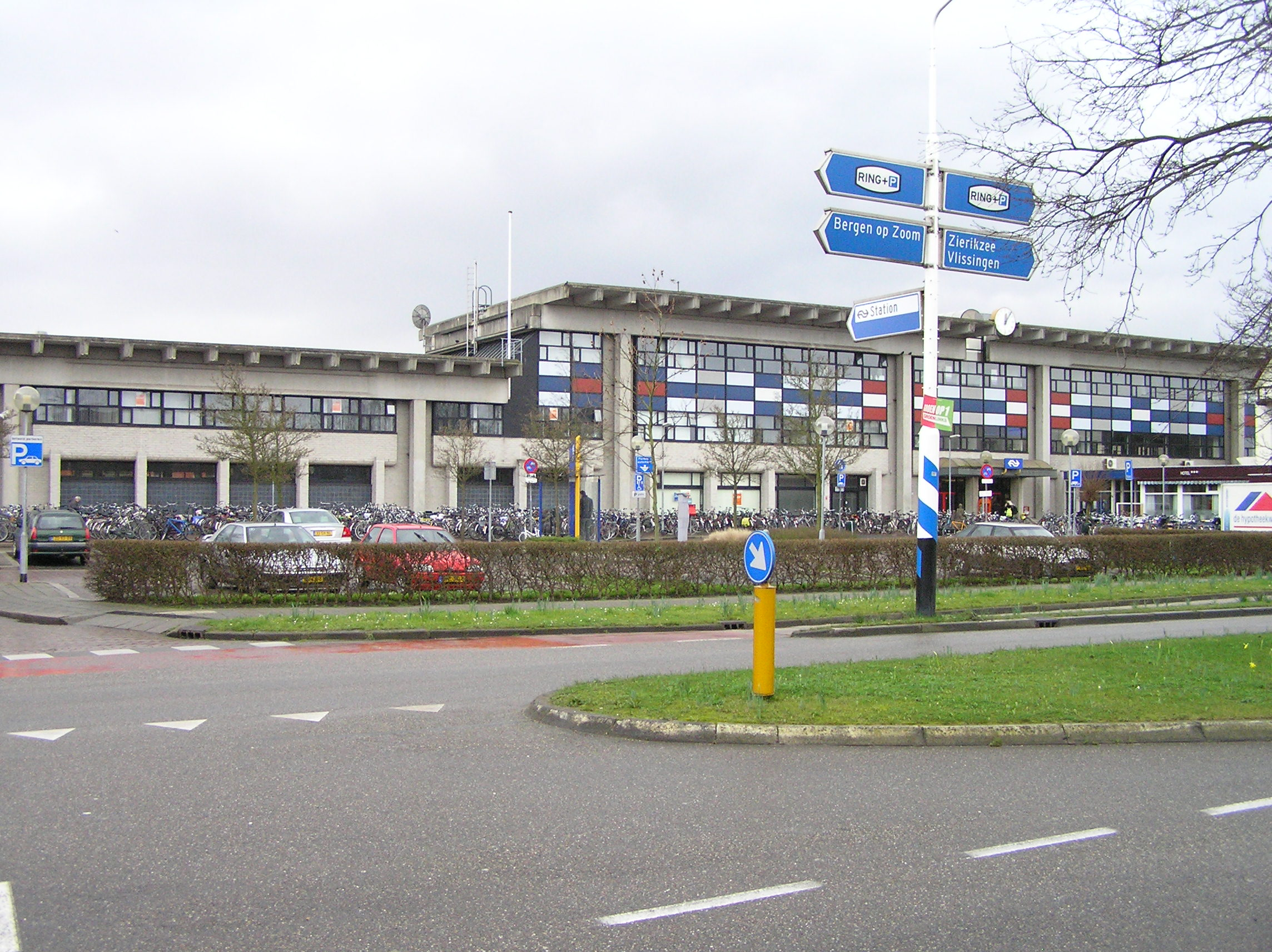
Station Goes

Dit is een lijst van spoorwegstations in de provincie Zeeland.

## Huidige stations
- Arnemuiden
- Goes
- Kapelle-Biezelinge
- Krabbendijke
- Kruiningen-Yerseke
- Middelburg
- Rilland-Bath
- Vlissingen
  - Souburg